# ケルン・メッセ/ドイツ駅
ケルン・メッセ/ドイツ駅（ドイツ語: Bahnhof Köln Messe/Deutz）はドイツのケルンにある鉄道駅である。ライン川を挟んで立地するケルン市の本駅であるケルン中央駅とはホーエンツォレルン橋で結ばれており、数百メートル離れている。当駅は、ケルン中央駅のボトルネックを緩和する重要な機能を有している。一部のICEは当駅で客扱いを行う代わりにケルン中央駅へ入線せず、方向転換を省略して所要時間を短縮している。また見本市が開催されるケルンメッセの最寄駅でもある。

## 駅構造
1 - 10番線が高架ホームで、11・12番線が地平ホームである。
| ホーム | 発着列車            | 行先                                                             |
| ------ | ------------------- | ---------------------------------------------------------------- |
| 1 - 8  | RE・RB・一部のICE   | アーヘン中央・コブレンツ中央・シーゲンなどのドイツ国内各方面     |
| 9・10  | ■Sバーン6号線       | エッセン中央・ケルン＝ニッペス方面                               |
| 9・10  | ■Sバーン11号線      | デュッセルドルフ空港ターミナル・ベルギッシュ・グラートバッハ方面 |
| 9・10  | ■Sバーン12号線      | デューレン・アウ方面                                             |
| 9・10  | ■Sバーン13号線      | ホレム・トロースドルフ方面                                       |
| 11・12 | ICE（一部列車除く） | アーヘン中央・ベルリン東・ミュンヘン中央方面                     |

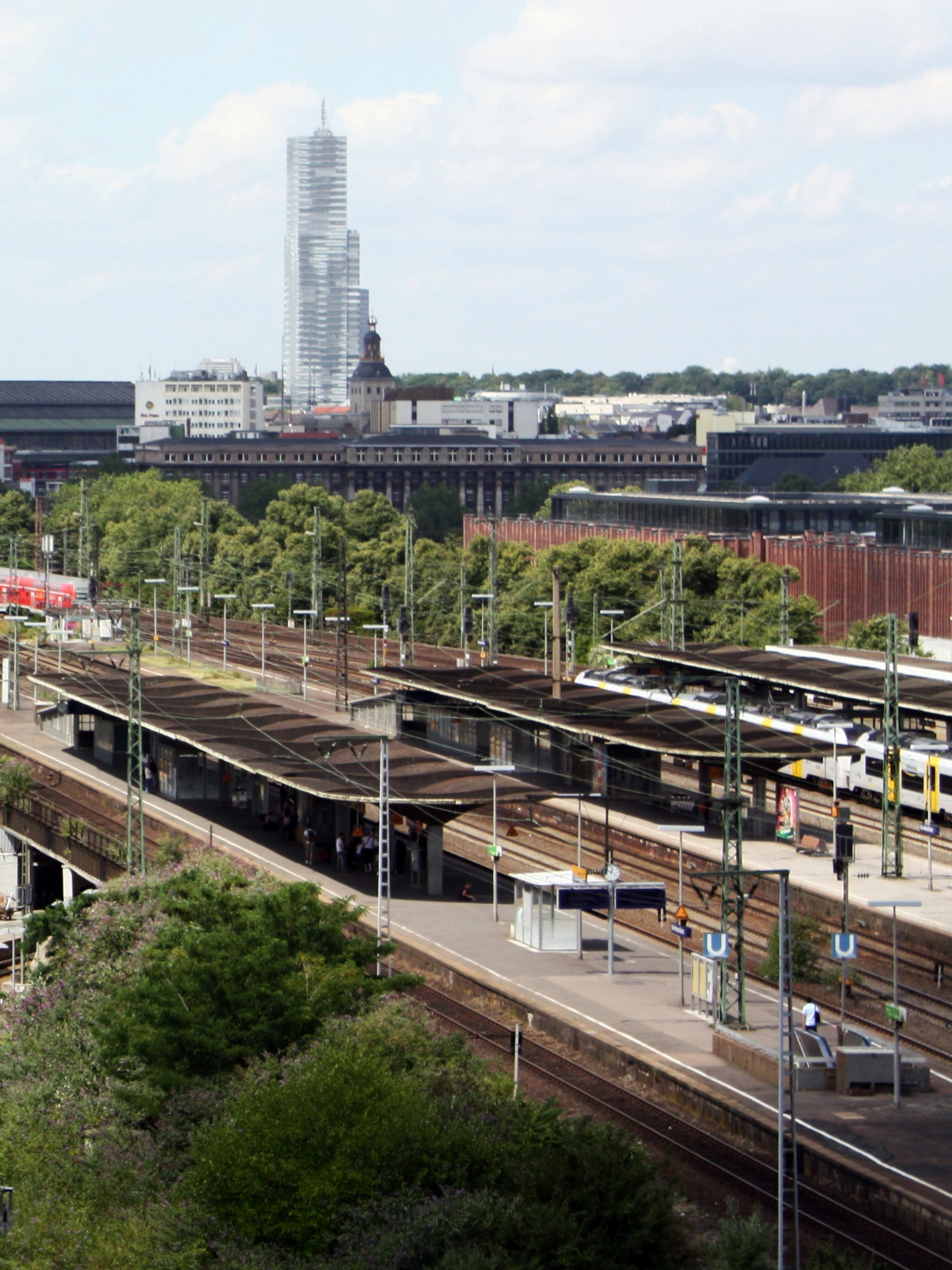
高架ホーム（2009年7月）
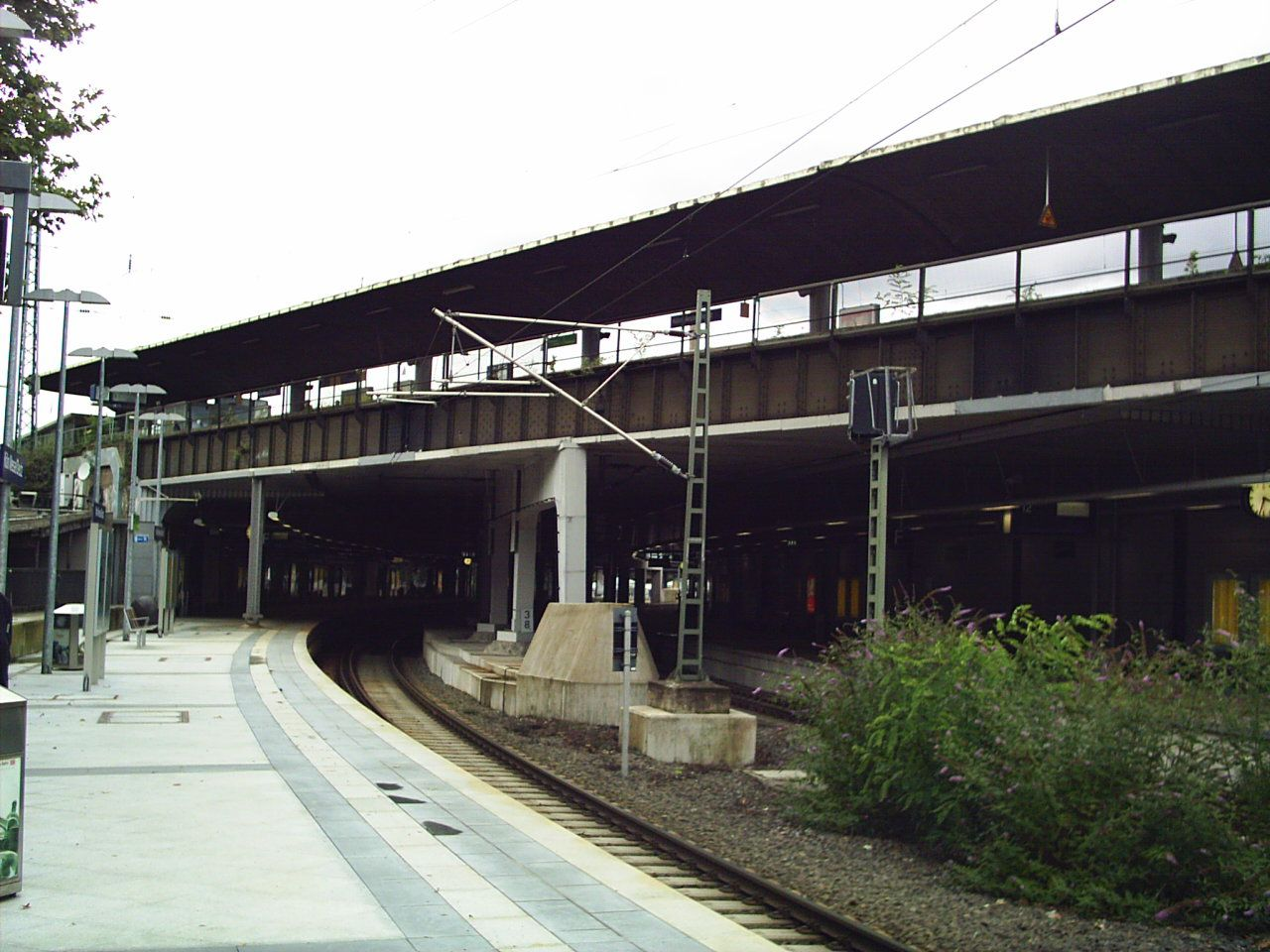
地平ホーム（2005年8月7日）

## 沿革
ケルン・メッセ/ドイツ駅は1845年に Köln-Mindener鉄道の最初のルートのターミナル駅としてデュッセルドルフ中央駅の後に開業した。その後、ライン川を渡る橋の開業など輸送量の増加に合わせ施設の改良も進められた。
第二次世界大戦によって鉄やガラスで出来たプラットホームの上屋は破壊されたが、後にコンクリート製の物に再建されている。
鉄道の高速化に合わせ、ケルンではケルン・ドイツ駅をICEのターミナル駅として開発することを決定した。1997年、ドイツ鉄道では当駅をケルン-ライン＝マイン高速線のターミナル駅に指定した。1998年以降、新しい建物を建設することが決定され、1999年PPP (Public Private Partnership) によりDBステーション・サービス社とケルン市で出資が行われた。駅の名称は2004年12月11日に今までのケルン＝ドイツ駅からケルン・メッセ/ドイツ駅に変わった。2006年には南口が開設され、駅から直接ケルンメッセへ行けるようになった。メッセなどの完成後も現在、駅周辺では再整備事業が進んでいる。
現在、駅の施設改良工事が行われており長距離列車を中心に列車系統が変更されている。

## 隣の駅
ドイツ鉄道
ICE10（高架ホーム発着）
ケルン中央駅 - ケルン・メッセ/ドイツ駅 - ヴッパータール中央駅
ICE10（地平ホーム発着）
ケルン/ボン空港駅 - ケルン・メッセ/ドイツ駅 - デュッセルドルフ中央駅
ICE41
フランクフルト空港駅 - ケルン・メッセ/ドイツ駅 - デュッセルドルフ中央駅
RE1・RE5・RE7
ケルン中央駅 - ケルン・メッセ/ドイツ駅 - ケルン＝ミュールハイム駅
RE8
ケルン中央駅 - ケルン・メッセ/ドイツ駅 - ケルン/ボン空港駅
RE9・RB27
ケルン中央駅 - ケルン・メッセ/ドイツ駅 - ポルツ駅
RE12・RE22・RB24・RB48・MRB26
ケルン中央駅 - ケルン・メッセ/ドイツ駅
RE9・RB27
ケルン中央駅 - ケルン・メッセ/ドイツ駅 - ケルン＝トリンボルン通り駅
ライン＝ルールSバーン
■6号線・■11号線
ケルン中央駅 - ケルン・メッセ/ドイツ駅 - ケルン＝ブーフフォルスト駅
■12号線・■13号線
ケルン中央駅 - ケルン・メッセ/ドイツ駅 - ケルン＝トリンボルン通り駅